# Kodschomkul
Koordinaten: 42° 8′ 13″ N, 74° 4′ 30″ O
Kodschomkul (kirgisisch Кожомкул) ist eine Dorfsiedlung im Süden des Suusamyr-Tals, einem Hochgebirgstal in Kirgisistan. Verwaltungstechnisch gehört der Ort zur Gemeinde Suusamyr im Rajon Dschajyl des Oblus Tschüi. Bis zum Zerfall der Sowjetunion und dem Erlangen der staatlichen Unabhängigkeit Kirgisistans 1991 hieß das Dorf 8. März, benannt nach dem Beginn der russischen Februarrevolution 1917, die nach gregorianischer Zeitrechnung am 8. März 1917 begann.

## Das Dorf
Das Dorf hat 1018 Einwohner (2015) und erstreckt sich auf einer Länge von rund 3,5 km von Norden nach Süden entlang der Straße M16 (A367) am östlichen, orographisch linken Ufer des Flusses Kökömeren, der unweit des Dorfs aus dem Zusammenfluss von Suusamyr und Karakol (auch „Westlicher Karakol“) gebildet wird und das Suusamyr-Tal dann nach Süden durch eine enge Schlucht zwischen den Gebirgsketten des Suusamyrtoo im Westen und des Dschumgaltoo im Osten verlässt.

## Sohn und Namensgeber des Dorfs
Es ist Geburts- und Sterbeort des in Kirgisistan hoch verehrten Ringers und Volkshelden Kodschomkul Kaba uulu (1888–1955), nach dem es auch benannt ist und dessen monumentale Statue vor dem nach ihm benannten Sportpalast in der Landeshauptstadt Bischkek den Hünen darstellt, wie er sein erschöpftes Pferd auf der Schulter trägt. Der Legende zufolge blieb sein Pferd in hohem Schlamm oder auch hohem Schnee stecken, woraufhin er es auf seine Schulter nahm und weiter trug. Sein einer kirgisischen Jurte nachempfundenes steinernes Mausoleum, bei einem Erdbeben beschädigt und seitdem unter einem hölzernen Pavillondach geschützt, steht in der Nähe des Südausgangs von Koschomkul und ein kleines, privat betriebenes Museum, wo auch einige seiner Kleidungsstücke zu sehen sind, befindet sich im Dorf selbst. Am 30. Juni 2019 fand bei Koschomkul eine große Feier zur 130. Wiederkehr seiner Geburt statt, wobei auch Wettkämpfe im Ringen, Felsenanheben und Pferdeheben ausgetragen wurden.